# 熙恬
熙恬（1812年—？），字子安，号引之，佟佳氏，汉军正蓝旗人。道光己亥科举人，二十年庚子科三甲同进士出身。后任江西靖安县知县，工部虞衡司主事等职。

## 家庭
- 祖父佟裕德，乾隆甲午科舉人。
- 父續瑞（号敬斋），道光辛巳科舉人、安徽壽州知州。母博爾濟吉特氏（祖父鑲藍旗滿洲、乾隆壬申恩科進士博明，母瓜爾佳氏（父鑲白旗滿洲、乾隆壬申科進士景福 (乾隆進士)））。
- 胞叔續振（字玉堂），河南武安縣知縣。其子熙恒（字月如），道光辛卯科舉人；孙女佟佳氏，嫁正白旗漢軍、河南河陝汝道徐铁珊（字绍裴），铁珊编《增广字学举隅》，同治十二年（1873）重修兰州五泉书院，《清史稿》卷451有传（胞叔道光乙未（1835）科進士長喆，姑母徐氏与镶黄旗汉军郝玉麟家族联姻；家族世袭正白旗汉军第四叅领第二世管佐领）。
- 胞兄熙和。
- 胞姊佟佳氏，嫁道光己酉举人白氏德麟（父伊拉齊）。